# ドクター・ドリトル
『ドクター・ドリトル』（Dr. Dolittle）は1998年に公開されたアメリカ合衆国のコメディ映画。

## 概要
ヒュー・ロフティング原作の児童文学作品『ドリトル先生』シリーズは1967年に本作と同じ20世紀フォックスで『ドリトル先生不思議な旅』としてリチャード・フライシャー監督により映画化されているが、本作は1990年代風にアレンジした作品となっている。そのため、ケロッグの『トニー・ザ・タイガー』や『ロッキー3』、『ジュラシック・パーク』が会話の中で出てくる。
原作の舞台が主にヴィクトリア朝のイギリスであるのに対し、本作では現代の米国・サンフランシスコが舞台となっており、主人公の設定も"John Dolittle"（ジョン・ドリトル）と言う名前と「動物と会話が出来る獣医師」と言う点を除いては全く別物になっている。2001年には続編『ドクター・ドリトル2』が製作され、その後もオリジナルビデオの形式で娘のマヤ・ドリトルを主人公とするシリーズ作品が3タイトル製作されている。
DVDでは一部シーンがカットされている。

## あらすじ
ジョン・ドリトルは動物と会話ができるという超能力を持っていたが、父親に異常だと思われ、愛犬と引き離されてからは動物を拒絶し、動物と会話をすることはなくなった。その後、成人したジョンは妻リサや二人の娘にも恵まれ、院長を務める病院も大病院との合併話が舞い込むなど、幸せな日々を送っていた。そんなある日、真夜中の急診から帰る途中で野良犬を轢いてしまう。しかし、轢き殺してしまったと思った犬が「気をつけろ!マヌケ野郎!」と怒鳴りつけてきた。それがきっかけとなり、以後ジョンは周囲の動物たちの話す声が再び聞こえるようになる。後日、ジョンは娘マヤのペットであるモルモット・ロドニーと共に家族が待つ父の家に向かうが、その途中でロドニーが喋り出す。互いに相手の言葉を理解出来ると知ったジョンとロドニーは驚くが、ジョンは動物の言葉を理解出来るという現実を受け入れようとしなかった。その日の夜、ジョンはリサと過ごしていたが、そこにフクロウが現れ「羽に刺さった棘を取って欲しい」と言い出す。ジョンはフクロウの棘を取った後、自分の病院に向かい精密検査を受けるが脳に異常は見られず、同僚のジーンからは「ストレスが原因だ」と言われる。翌朝、ジョンはキャンプに戻ろうとするが、途中で以前車で轢いてしまった野良犬が保健所に連れて行かれるところを見かける。放っておけなくなったジョンは野良犬を引き取り、「ラッキー」と名付けて飼うことになる。
キャンプを終えて自宅に戻ったジョンの元には、フクロウから話を聞いた動物たちが押し寄せて治療を依頼する。覚悟を決めたジョンは動物たちの診察を始め、さらにはサーカスから逃げ出し飛び降り自殺を図った虎ジェイクを助ける。動物たちを治療する中で、ジョンは駆け出し時代に感じた達成感を思い出し、利益を第一に進めていた合併に疑問を感じ始める。ジョンは合併の打ち合わせを取り止めてまで動物たちの治療を行い、合併推進派のマークを怒らせ、さらにはジーン、リサたちに治療中のネズミと人工呼吸をしている場面を見られてしまう。ジョンはリサたちから精神異常者として扱われ、精神病院に入院させられてしまう。患者たちと生活を送る中で、ジョンは次第に動物と話が出来ることに嫌悪感を抱くようになり、元の生活に戻りたいと感じるようになる。同じ頃、ジェイクが治療を必要としていることを知ったラッキーは精神病院に潜入してジョンを助け出そうとするが、ジョンはラッキーを追い返してしまう。ジョンはペットの猫から聞き出した情報を基に院長を脅して退院し、動物の話を無視して元の生活に戻ろうとし、合併の話を進める。
合併の当日、ジョンは家族と共にパーティー会場になっている病院に向かうが、マヤが「動物と話が出来るパパの方が良い」と言い出し、それまで夢中になっていた動物の卵の孵化実験を止めようとする。ジョンは夢を諦めないようにマヤに伝え、ラッキーと和解してジェイクの治療を行うことを決める。サーカスからジェイクを連れ出したジョンは病院に向かい、ジェイクの手術を始める。病院の周囲には警察が集まるが、彼らはジョンの手術を妨害させないために集まった動物たちによって病院に入れずにいた。家族やマスコミが見守る中、ジョンはジェイクの手術を無事に終え、観衆から喝采を浴びる。手術を見届けた大病院のオーナーはジョンを絶賛するが、ジョンは彼に対して合併の取り止めを告げる。騒動から数日後、マヤの卵が孵化し、卵の中からワニの子供が生まれ、ジョンは家族や動物たちとそれを見届ける。

## キャスト
| 役名                       | 俳優                         | 日本語吹き替え | 日本語吹き替え                |
| 役名                       | 俳優                         | 劇場公開版     | 日本テレビ版                  |
| -------------------------- | ---------------------------- | -------------- | ----------------------------- |
| ドクター・ジョン・ドリトル | エディ・マーフィ             | 江原正士       | 山寺宏一                      |
| アーチャー・ドリトル       | オジー・デイヴィス           | 青森伸         | 池田勝                        |
| キャロウェイ               | ピーター・ボイル             | 川久保潔       | 富田耕生                      |
| ドクター・マーク・ウェラー | オリヴァー・プラット         | 山崎たくみ     | 大塚芳忠                      |
| ドクター・ジーン・レイス   | リチャード・シフ             | 石塚運昇       | 田村勝彦                      |
| リサ・ドリトル             | クリステン・ウィルソン       | 高島雅羅       | 日野由利加                    |
| ドクター・フィッシュ       | ジェフリー・タンバー         | 小林修         | 中村正                        |
| マヤ・ドリトル             | カイラ・プラット             | 出口佳代       | 浅野るり                      |
| シャリース                 | レイヴン・シモーネ           | 水間真紀       | 深水由美                      |
| ダイアン                   | ジューン・クリストファー     | 米倉紀之子     | 野沢由香里                    |
| パークス                   | チェリー・フランクリン       | 田畑ゆり       | 樋浦茜子                      |
| ブレイン                   | ポール・ジアマッティ         | 西村知道       | 野島昭生                      |
| 5歳の頃のドリトル          | ダリ・ジェラルド・スミス     | 永迫舞         | 津村まこと                    |
| ドクター・リトバック       | スティーブン・ギルボーン     | 小島敏彦       | 水野龍司                      |
| 動物                       |                              |                |                               |
| 犬のラッキー               | ノーム・マクドナルド         | 牛山茂         | 山路和弘                      |
| 虎のジェイク               | アルバート・ブルックス       | 小林清志       | 小林清志                      |
| モルモットのロドニー       | クリス・ロック               | 龍田直樹       | 中尾隆聖                      |
| 鼠                         | レニ・サントーニ             | 大川透         | 山崎弘也 （アンタッチャブル） |
| 鼠                         | ジョン・レグイザモ           | 坂東尚樹       | 柴田英嗣 （アンタッチャブル） |
| 雄鳩                       | ギャリー・シャンドリング     | 岩崎ひろし     | 後藤哲夫                      |
| 雌鳩                       | ジュリー・カブナー           | 滝沢ロコ       | 一城みゆ希                    |
| 年老いたビーグル犬         | ブライアン・ドイル＝マーレイ | 村田則男       | 岩崎ひろし                    |
| 酔っ払った猿               | フィル・プロクター           | 後藤敦         | 岩崎ひろし                    |
| 梟                         | ジェナ・エルフマン           | 小宮和枝       | 唐沢潤                        |
| 山羊                       | フィリス・カーツ             | 西村知道       | 吉田孝                        |
| 太った雄犬                 | アーチー・ハーン             | 青山穣         | 乃村健次                      |
| 穴熊                       | ポール・ルーベンス           | 星野充昭       | 下山吉光                      |
| スカンク                   | エディ・フライアーソン       | 平田広明       | 長島雄一                      |
| ポッサム                   | ジェフ・ドーセット           | 飯塚昭三       | 斎藤志郎                      |
| ペンギン                   | ケリガン・メイハン           | 後藤敦         | 斎藤志郎                      |

- 日本語吹替は上記の他にロドニーを鈴木正和が吹き替えたものも存在する[6]。

## スタッフ
- 監督：ベティ・トーマス
- 製作：ジョン・デイヴィス、ジョセフ・M・シンガー、デヴィッド・T・フレンドリー
- 脚本：ナット・モールディン、ラリー・レビン
- 原作：ヒュー・ロフティング『ドリトル先生』
- 製作総指揮：スー・バーデン・パウエル、ジェンノ・トッピング
- 撮影：ラッセル・ボイド、A.C.S.
- プロダクション・デザイン：ウィリアム・エリオット
- 編集：ピーター・テッシュナー
- 視覚効果スーパーバイザー：ジョン・ファーハット
- 音楽：リチャード・ギブス
- 衣装：シャレン・デイビス
- アニマトロニック・クリーチャー：ジム・ヘンソンのクリーチャー・ショップ
- 動物トレーナー主任：マーク・フォーブス

### 日本語版
| -        | 劇場公開版                        | 日本テレビ版                                               |
| -------- | --------------------------------- | ---------------------------------------------------------- |
| 演出     | 蕨南勝之                          | 蕨南勝之                                                   |
| 翻訳     | 徐賀世子                          | 徐賀世子                                                   |
| 制作     | ビデオテック                      | ムービーテレビジョン                                       |
| 初回放送 | 2016年12月26日 18:56-20:26 BS朝日 | 2001年7月13日 21:03-22:54 『金曜ロードショー』 ※ノーカット |

## 地上波放送履歴
| 回数  | テレビ局   | 番組名             | 放送日         | 吹替版       |
| ----- | ---------- | ------------------ | -------------- | ------------ |
| 初回  | 日本テレビ | 金曜ロードショー   | 2001年7月13日  | 日本テレビ版 |
| 2回目 | 日本テレビ | 金曜ロードショー   | 2003年10月17日 | 日本テレビ版 |
| 3回目 | 日本テレビ | 金曜ロードショー   | 2006年1月20日  | 日本テレビ版 |
| 4回目 | 日本テレビ | 金曜ロードショー   | 2009年3月20日  | 日本テレビ版 |
| 5回目 | テレビ東京 | 午後のロードショー | 2013年8月22日  | 日本テレビ版 |